# Болгарія на зимових Олімпійських іграх 1972
Болгарія брала участь у зимових Олімпійських іграх 1972 складом з 4 спортсменів у 2 в видах спорту